# Zoilos I

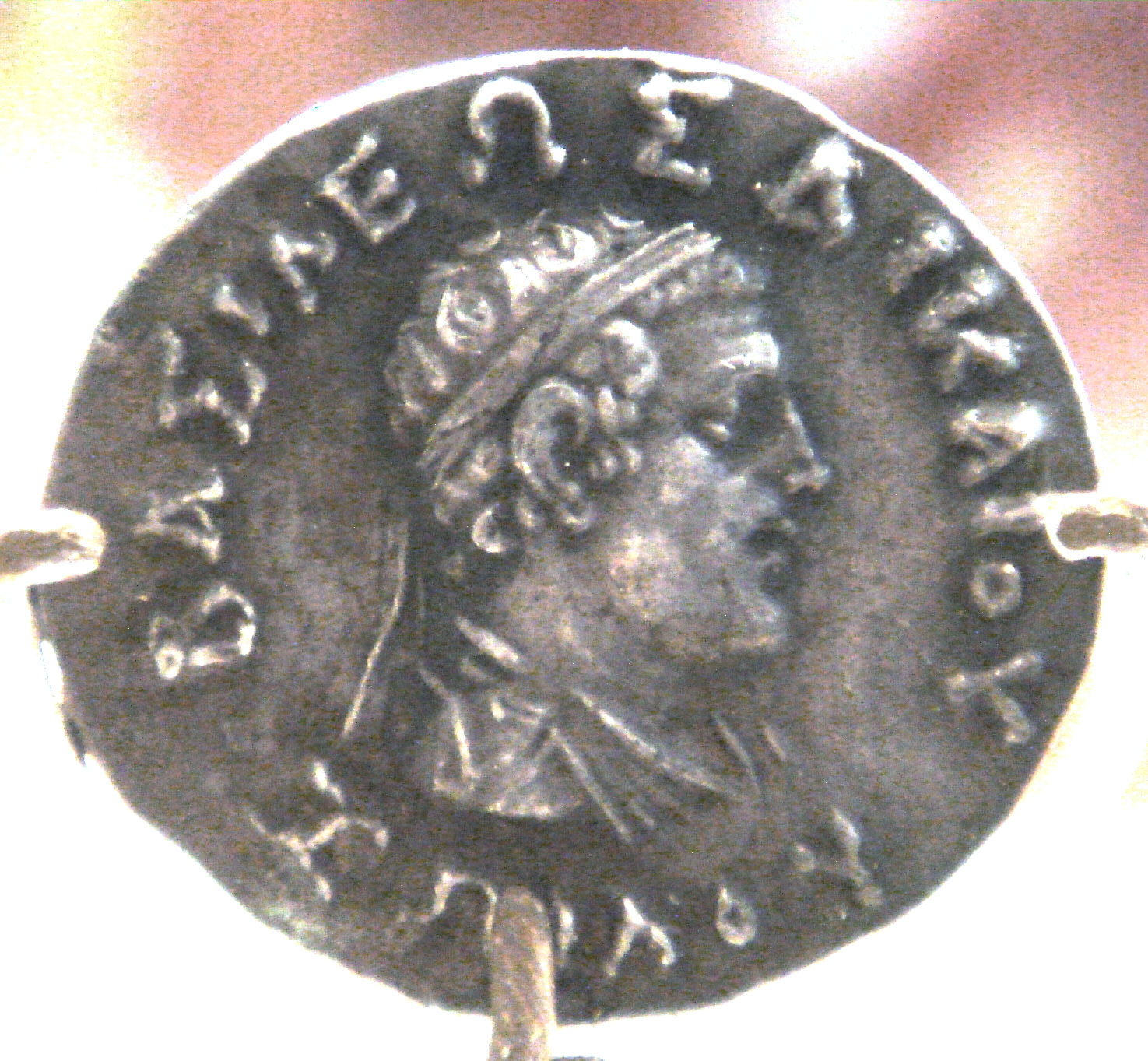
Moneda de Zoilos I (vers 130-120 aC)

Zoilos I Dikaios (grec antic: Ζωίλος ο Δίκαιος, ‘Zoilos el Just’) fou un rei Indogrec que va governar al nord-oest de l'Índia incloent els Paropamísades i Aracòsia abans dominats per Menandre I. Se suposa que pertanyia a la dinastia eutidèmida.
La datació del regnat de Zoilos és discutida. Com a rei es considera que va governar després de la mort de Menandre (mort vers 135 aC). S'hauria aixecat abans de la mort d'aquest rei i va agafar el poder algun temps després. Això està basat en el fet que dues monedes de Zoilos foren regravades per Menandre, per la qual cosa Zoilos hauria d'haver estat governant en algun lloc, almenys per un temps, quan Menandre encara vivia i amb tota probabilitat era el seu rival. R. C. Senior suggereix que hauria governat ja entre 140 i 135 aC.
Zoilos I va utilitzar monedes d'argent similars a les d'Eutidem II, fill de Demetri II de Bactriana: un Hèrcules coronat portant una corona de llorer o diadema a la mà dreta i la pell d'un lleó a la mà esquerra; les representacions són de baixa qualitat artística; en algunes Hèrcules és coronat per Nice, la deessa de la victòria. També va emetre algunes monedes d'argent i or, força rares, amb la cara d'Hèrcules. Les monedes índies porten el títol pali de dhramikasa (‘seguidor de Dharma’), probablement referit al budisme, i és la primera vegada que apareix a monedes indogregues. S'han trobat també alguns tetradracmes àtics monolingües. Zoilos va utilitzar (per herència o adquisició) diversos monogrames de Menandre I. Les monedes de bronze són quadrades i combinen Hèrcules amb un arc escita dins d'unes rames de la victòria, que suggereixen una aliança amb els pobles escites (saces) o els yuezhi que havien envaït Bactriana.